# Danh sách vũ khí hiện đại
Danh sách vũ khí hiện đại là danh sách của các loại vũ khí đang được nghiên cứu, phát triển và được sản xuất trên thế giới.

## Danh sách theo nước
Xem tại trang Danh sách vũ khí hiện đại theo nước

## Danh sách theo chủng loại
Xem tại trang Danh sách vũ khí hiện đại theo loại

## Danh sách theo tên
- Súng pháo tự động của Nga 2A42 cỡ 30 mm
- Tên lửa vác vai 9K38 Igla loại đất đối không của Nga. NATO gọi là SA-18 Grouse.
- Súng pháo tự động của Anh ADEN 25 cỡ 25 mm và ADEN Mk 4 cỡ 30 mm.
- Dàn phóng lựu tự động AGS-17 của Nga.
- Súng trường tấn công M16A4 của Hoa Kỳ
- Súng trường AK5
- Súng trường AK-47
- Súng AK-74 của Nga
- Súng AN-94 của Nga
- Súng AK-101
- Súng shotgun Benelli M4 Super 90 của Ý
- Súng lục Beretta 92F/FS cỡ 9 mm của Mỹ tương tự như loại M9
- Tên lửa chống tăng BGM-71 TOWtrong trang bị của Hoa Kỳ
- Súng trường C7 của Canada
- Súng trường C8 của Canada
- Súng pháo Colt Mk 12 cỡ 20 mm của Hoa Kỳ
- Súng ngắn Colt Model 1911 cỡ 0,45 của Hoa Kỳ tương tự như loại M1911
- Súng ngắn Desert Eaglecủa Quân đội Israel
- Súng SVD của Nga
- Súng Emerlec cỡ 30 mm trang bị cho Hải quân Hoa Kỳ và xuất khẩu sang một số nước
- Súng tự động F1 20 mm cỡ 20 mm sản xuất tại Pháp
- Súng hạng nhẹ F89 của Úc
- Súng trường FAMAS của Quân đội Pháp
- Tên lửa vác vai loại đất đối không FIM-92 Stingercủa Hoa Kỳ
- Súng trường FN FAL của Bỉ
- Súng trường FN FNC của Bỉ
- Súng FN MAG của Bỉ
- Súng trường Galil của Israel
- Súng GAU-8/A Avenger cỡ 30 mm 7-nòng của Hoa Kỳ
- Súng GAU-12/U Equalizer cỡ 25 mm 5-nòng của Hoa Kỳ
- Súng GAU-13/A cỡ 30 mm 4-nòng của Hoa Kỳ
- Súng ngắn Glock của Áo
- Súng phóng lựu Heckler & Koch AG36 của Đức
- Súng trường Heckler & Koch G3 của Đức
- Súng trường Heckler & Koch G36 của Đức
- Súng phóng lựu Heckler & Koch GMG cỡ 40mm trong trang bị của Đức, Pháp, Hà Lan.
- Súng tự động Hispano-Suiza HS.404 cỡ 20 mm của Pháp
- Súng trường INSAS cỡ 5,56 mm
- Pháo cối 120 mm K6 120 mm của Israel
- Pháo cối 81mm L16 của Anh
- Súng M61 Vulcan cỡ 20 mm 6-nòng của Hoa Kỳ
- Pháo cối 120 mm M120 của Hoa Kỳ
- Súng M197 cỡ 20 mm 3-nòng của Hoa Kỳ
- Súng phóng lựu M203 cỡ 40mm của Hoa Kỳ
- Súng M230 Hoa Kỳ
- Súng M238 cỡ 30 mm của Hoa Kỳ
- Pháo cối 81mm M252 của Hoa Kỳ
- Súng ngắn Makarov PM của Nga
- Ống phóng rốc két chống tăng Matador của Singapore
- Súng máy Minigun loại 6 nòng bắn được 6.000 phát một phút
- Súng phóng lựu tự động Mk 19 cỡ 40mm của Hoa Kỳ.
- Súng trường QBZ-95 của Trung Quốc
- Súng RPK-74 của Nga
- Súng SA80 của Anh
- Súng SAR-21 của Singapore
- Hệ thống vũ khí M24 của Hoa Kỳ
- Súng SR-47 M4 của Nga
- Tên lủa vác vai Strela 2 của Nga. NATO gọi là SA-7"Grail".
- Tên lửa chống tăng TOW của Hoa Kỳ
- TAVOR 30 viên của châu Mĩ
- K2 30 viên của Hoa Kỳ
- SR-69 10 viên, có thể gắn ống ngắm, 2 chế độ bắn
- Dòng súng SCAR (Gồm SCAR-Light và SCAR-Heavy) của Hoa Kỳ
- TRG-21 5 viên, bắn nạp thủ công
- Barret họ AW50, nòng dài.